# Presidente Franco
 (octobre 2012).
Si vous disposez d'ouvrages ou d'articles de référence ou si vous connaissez des sites web de qualité traitant du thème abordé ici, merci de compléter l'article en donnant les références utiles à sa vérifiabilité et en les liant à la section « Notes et références ».
Presidente Franco est une ville du Paraguay située dans le département d'Alto Paraná.
Elle est la 17e ville la plus peuplée du Paraguay avec une population de 68 242 habitants en 2008[réf. nécessaire].

## Jumelage
La ville s'est jumelée avec une ville en 1994 :
- Sao Paulo (Brésil)